# Hohle Wand
Eine hohle Wand ist eine Erkrankung eines Hufes bei einem Pferd oder der Klaue von Paarhufern. Dabei löst sich der Zusammenhalt innerhalb der Hornwand, und zwar zwischen dem Blättchenhorn des Wandsegments und dem Röhrchenhorn des Kronsegments. Diese Ablösung beginnt meist unmittelbar unter der Krone und kann sich über die gesamte Hufwand erstrecken.
Die Ursachen der hohlen Wand sind vor allem Entzündungen (Pododermatitis, Hufrehe, Vernagelung), die aber längere Zeit zurückliegen und damit schon wieder abgeklungen sein können. Lahmheit tritt daher nur auf, wenn erneut Entzündungsprozesse ablaufen, weil beispielsweise Schmutz in den Hohlraum eindringt. Der Hohlraum ist, wenn er den Tragrand erreicht, sichtbar. Weiter proximal (zur Krone hin) liegende Hohlräume können durch Beklopfen (Perkussion) erkannt werden.
Die Heilung setzt eine normale Hornbildung der Hufwand voraus, wofür längere Zeit (bis zu einem Jahr) erforderlich ist. Um Reizungen der Wandlederhaut durch Schmutzpartikel zu verhindern, wird die hohle Wand ganz abgetragen und die Randflächen zum gesunden Horn werden abgeschrägt. Der Defekt wird mit Huflederkitt verschlossen. Ein Hufeisen mit verbreiterter Auflagefläche wirkt unterstützend.